# Wixom
Wixom es una ciudad ubicada en el condado de Oakland en el estado estadounidense de Míchigan. En el Censo de 2010 tenía una población de 13498 habitantes y una densidad poblacional de 556,44 personas por km².

## Geografía
Wixom se encuentra ubicada en las coordenadas 42°31′26″N 83°32′4″O / 42.52389, -83.53444. Según la Oficina del Censo de los Estados Unidos, Wixom tiene una superficie total de 24.26 km², de la cual 23.71 km² corresponden a tierra firme y (2.26%) 0.55 km² es agua.

## Demografía
Según el censo de 2010, había 13498 personas residiendo en Wixom. La densidad de población era de 556,44 hab./km². De los 13498 habitantes, Wixom estaba compuesto por el 79.79% blancos, el 11.12% eran afroamericanos, el 0.24% eran amerindios, el 4.87% eran asiáticos, el 0.01% eran isleños del Pacífico, el 1.87% eran de otras razas y el 2.1% pertenecían a dos o más razas. Del total de la población el 5.07% eran hispanos o latinos de cualquier raza.

## Educación
Las Walled Lake Consolidated Schools sirve la mayoría de la ciudad.